# Kápolnásnyék
Kápolnásnyék község Fejér vármegyében, a Gárdonyi járásban. A környező településekhez hasonlóan komoly gazdasági és kulturális fejlődés jellemzi a rendszerváltást követő időkben is. Hozzá tartozik Pettend, amely szintén dinamikusan gyarapszik.

## Fekvése
A Velencei-tó keleti szomszédságában fekszik, északi részét a csekési szőlőhegyek határolják; keresztülfolyik rajta a Bágyom-ér, amely a Velencei-tóba torkollik.

### Megközelítése
Két legfontosabb közúti megközelítési útvonala a 7-es főút – mely végighalad a központján – és az M7-es autópálya – mely északról határolja a községet és lehajtója is van itt. E helyzeténél fogva Kápolnásnyék mára a szűkebb térség közlekedési központjává vált. A Velencei-tó északi partján fekvő településekre a 8116-os út, a tőle észak-északnyugati irányban fekvő településekre, Pázmándra, Verebre és Lovasberénybe pedig a 8117-es út vezet innen.
A hazai vasútvonalak közül a Budapest–Murakeresztúr-vasútvonal halad keresztül a településen, Kápolnásnyék vasútállomás közúti megközelítését a 81 309-es számú mellékút biztosítja. A vonatok fél órás ütemmel közlekednek Kelenföld és Székesfehérvár felé is. Ide futnak be Vereb és a Velencei-tó északi partja felől érkező autóbuszjáratok is.

## Története

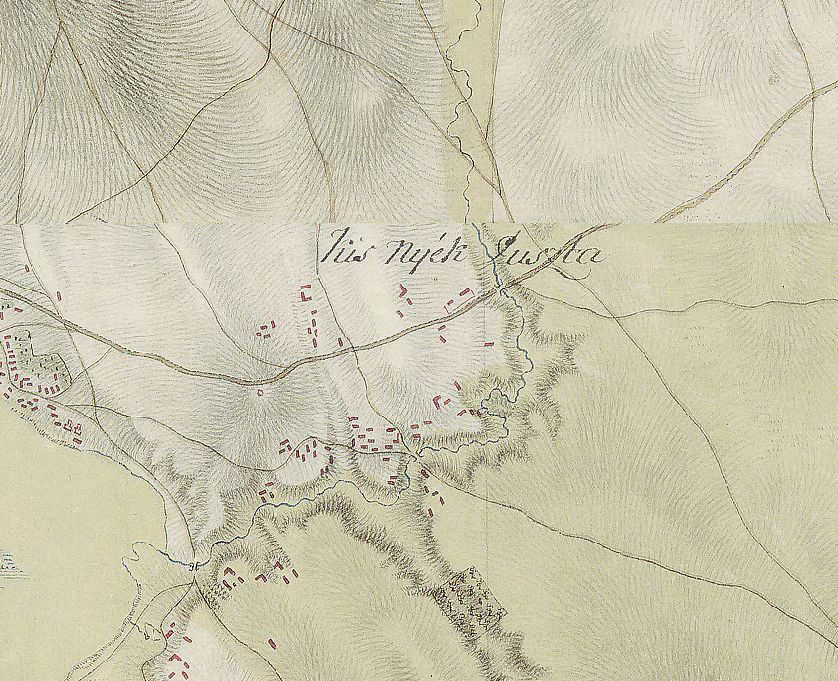
Kápolnásnyék az 1780–1784 között készített jozefiniánus topográfiai térképen

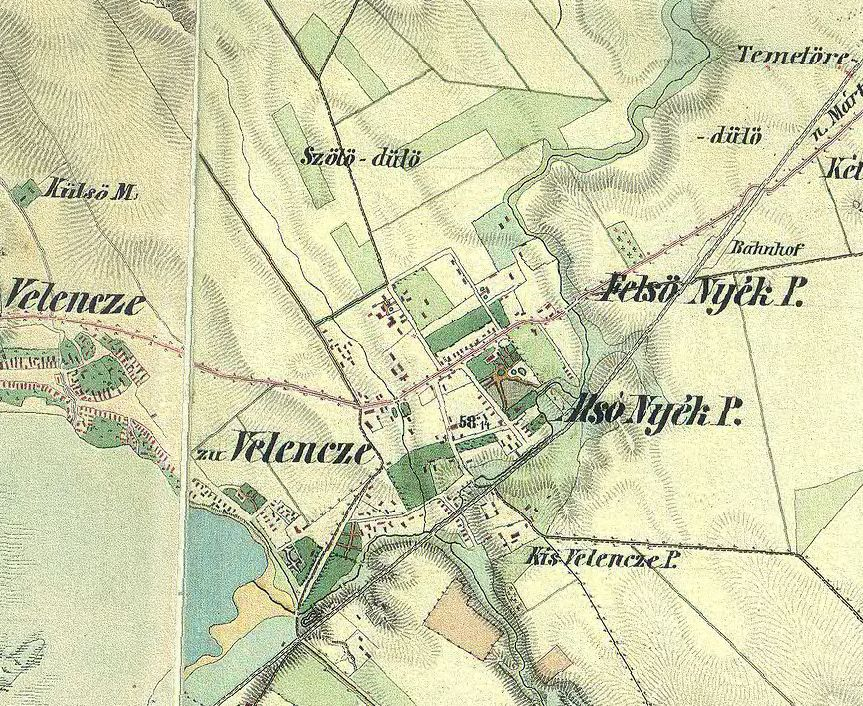
Kápolnásnyék az 1806–1869 között készített franciskánus topográfiai térképen

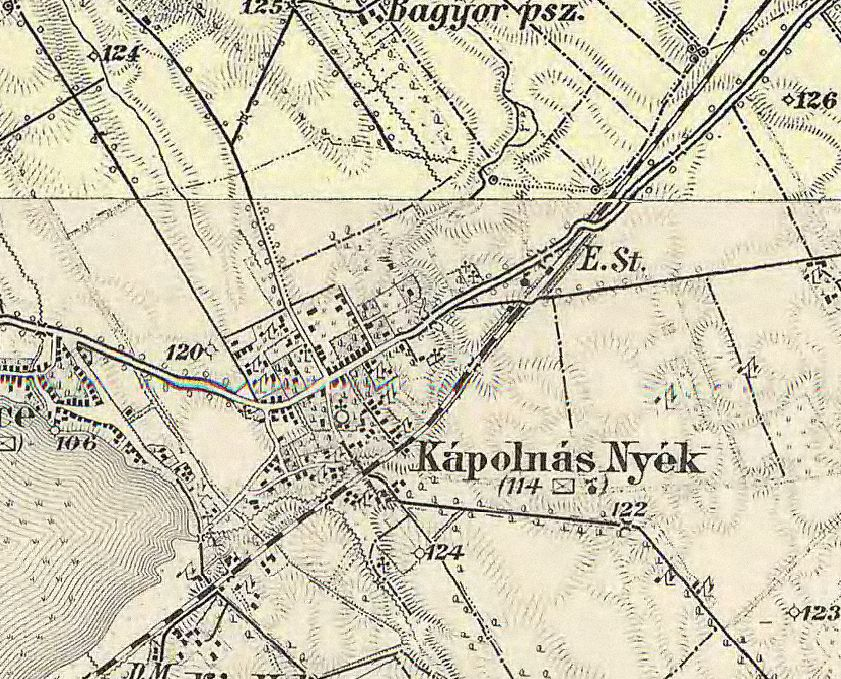
Kápolnásnyék az 1872–1884 között készített ferencjózsefi topográfiai térképen

A környéken előkerült bronzkori leletek bizonyítják, hogy a terület már az őskorban lakott volt.
A település neve a honfoglalás kori Nyék törzs nevéből származik, amelynek egyik mellékága lakhatta a települést. Koppány legyőzése után Nyék feltehetőleg királynéi birtok lett. Első írásos említése 1193-ból származik Neck néven. Később Kápolnás Nyék, Káposztás Nyék, illetve Fertőfő Nyék néven is említik, de a Buda és Fehérvár közötti úttól délre fekvő település nem tett szert különösebb jelentőségre. A török időkben a határvidéken fekvő falut komolyan sújtotta a kettős adóztatás (A Magyar Királyság és a Török Birodalom is beszedte adóit), így népessége megcsappant, és az 1543. évi török hadjárat során lakatlanná is vált.
A falu csak 1772 körül kezdett újra benépesedni. Itt született 1800. december 1-jén Vörösmarty Mihály. A 19. század során Alsó és Felső Nyék néven két részből állt. A település fejlődésére a Déli Vasút Budapest és Székesfehérvár közötti szakaszának 1861-es átadása sem jelentett különösebb hatást.
Mai arculatát az 1930-as években nyerte el, amikor a fellendülő velencei-tavi idegenforgalom kereskedelmi és szolgáltató bázisává vált. Ebben az időszakban telefonközponttal, csendőrőrssel, körzeti orvosi rendelővel, vasútállomással és malommal gyarapodott a település.
A fejlődést a második világháború visszavetette (nagy páncélos csaták voltak a község területén és környékén), a lakosság jelentős része kihalt, és a település elmaradt a környék többi településétől. Az 1970-es-1980-as években a velencei nagyközségi közös tanács igazgatta a falut.
Függetlenségét 1990-ben nyerte vissza, és komoly fejlődésnek indult, így ismét a Velencei-tó idegenforgalmának egyik háttérbázisává vált, ahol számos új kereskedelmi és szolgáltató létesítmény jött létre, és az infrastruktúra is gyors ütemben fejlődött.

## Közélete

### Polgármesterei
- 1990–1994: Somorai Béla (SZDSZ)[7]
- 1994–1998: Somorai Béla (SZDSZ)[8]
- 1998–2002: Dr. Farsang Zoltán József (független)[9]
- 2002–2006: Dr. Farsang Zoltán József (független)[10]
- 2006–2010: Dr. Farsang Zoltán József (független)[11]
- 2010–2014: Dr. Farsang Zoltán József (független)[12]
- 2014–2019: Podhorszki István (független)[13]
- 2019–2024: Podhorszki István (független)[14]
- 2024– : Podhorszki István (független)[1]

## Gazdaság
A település jelenleg komoly fejlődést mutat gazdasági téren. Az ebből származó bevételeket nagyrészt az infrastruktúra fejlesztésére fordítják. A községben mezőgazdasági és építőipari szaküzletek szolgálják ki a környékbeli lakosokat, malom is működik itt.

## Népesség
A település népességének változása:
| Lakosok száma | 3536 | 3553 | 3590 | 4020 | 4122 | 4060 | 4099 |
|               | 2013 | 2014 | 2015 | 2021 | 2022 | 2023 | 2024 |

A 2011-es népszámlálás során a lakosok 89,7%-a magyarnak, 0,3% cigánynak, 0,9% németnek, 0,4% románnak mondta magát (10,2% nem nyilatkozott; a kettős identitások miatt a végösszeg nagyobb lehet 100%-nál). A vallási megoszlás a következő volt: római katolikus 37,3%, református 13,7%, evangélikus 0,8%, görögkatolikus 0,3%, felekezeten kívüli 19,9% (26,4% nem nyilatkozott).
2022-ben a lakosság 90%-a vallotta magát magyarnak, 0,6% németnek, 0,3% cigánynak, 0,3% lengyelnek, 0,1-0,1% szerbnek, románnak és szlováknak, 4,9% egyéb, nem hazai nemzetiségűnek (9,8% nem nyilatkozott; a kettős identitások miatt a végösszeg nagyobb lehet 100%-nál). Vallásuk szerint 25,4% volt római katolikus, 11,5% református, 0,8% evangélikus, 0,4% görög katolikus, 1,2% egyéb keresztény, 1,4% egyéb katolikus, 17,6% felekezeten kívüli (41,1% nem válaszolt).

## Kultúra
Vörösmarty Mihály az életének utolsó éveit, 1853 tavaszától 1855 őszéig a szülőfalujában, Kápolnásnyéken töltötte. A község iskolája, a Vörösmarty Mihály Általános Iskola, Gimnázium és Alapfokú Művészetoktatási Intézmény, közel 700, a környező településekről is érkező tanulót oktat.

## Látnivalók
- Vörösmarty Mihály szülőháza[18] helyén emlékmúzeum, a településtől délre, amely egyben kovácsmúzeum is
- Helytörténeti kiállítás
- Református templom
- Halász-kastély, 2016-ra újult meg a kastély-komplexum, miután 2014-ben, a Magyar Állam és az Európai Unió támogatásának elnyerésével „A Kápolnásnyéki Dabasi Halász kastély rekonstrukciója – Látogatótér és kiállítóhely kialakítása” elnevezésű projekt, az átadás után lehetővé tette[19][20]
- Az elpusztult Luczenbacher-kastély kápolnája[21]
- Református községi temető
- A Hősök terén lévő első világháborús emlékmű, második világháborús emléksír, 1956-os kopjafa
- Millecentenáriumi emlékmű
- 1848-as emlékmű a polgármesteri hivatal előtti téren
- A polgármesteri hivatal falán a községi címer és a Vörösmarty család címere
- Vörösmarty Mihály szobra a Vörösmarty parkban
- Bartók Béla szobra a róla elnevezett utca terén
- 2009-től Trianon-gyászemlékmű a polgármesteri hivatal előtt

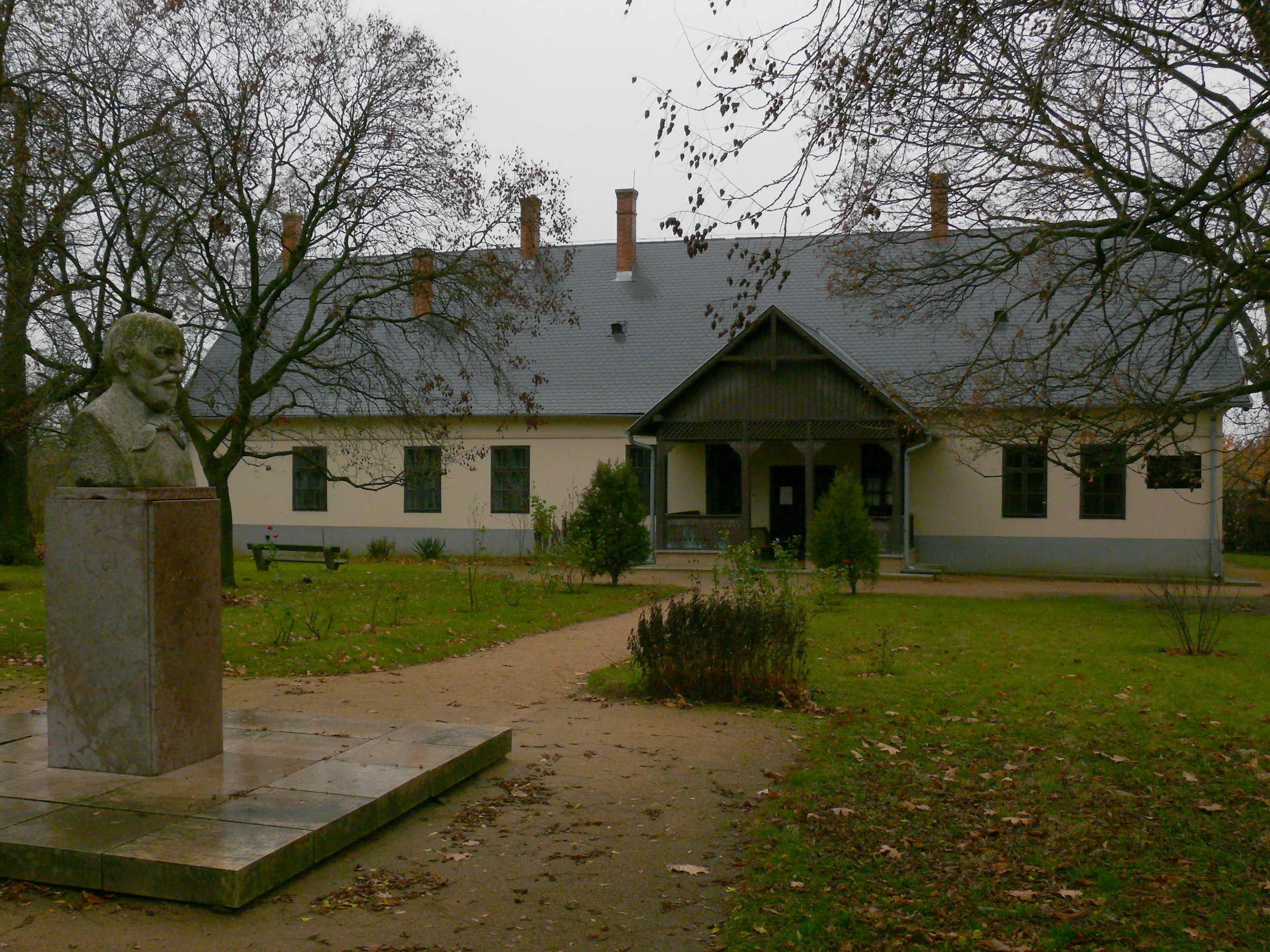
A Vörösmarty Mihály Emlékmúzeum épülete a költő szobrával. Tőle jobbra állt Vörösmarty szülőháza
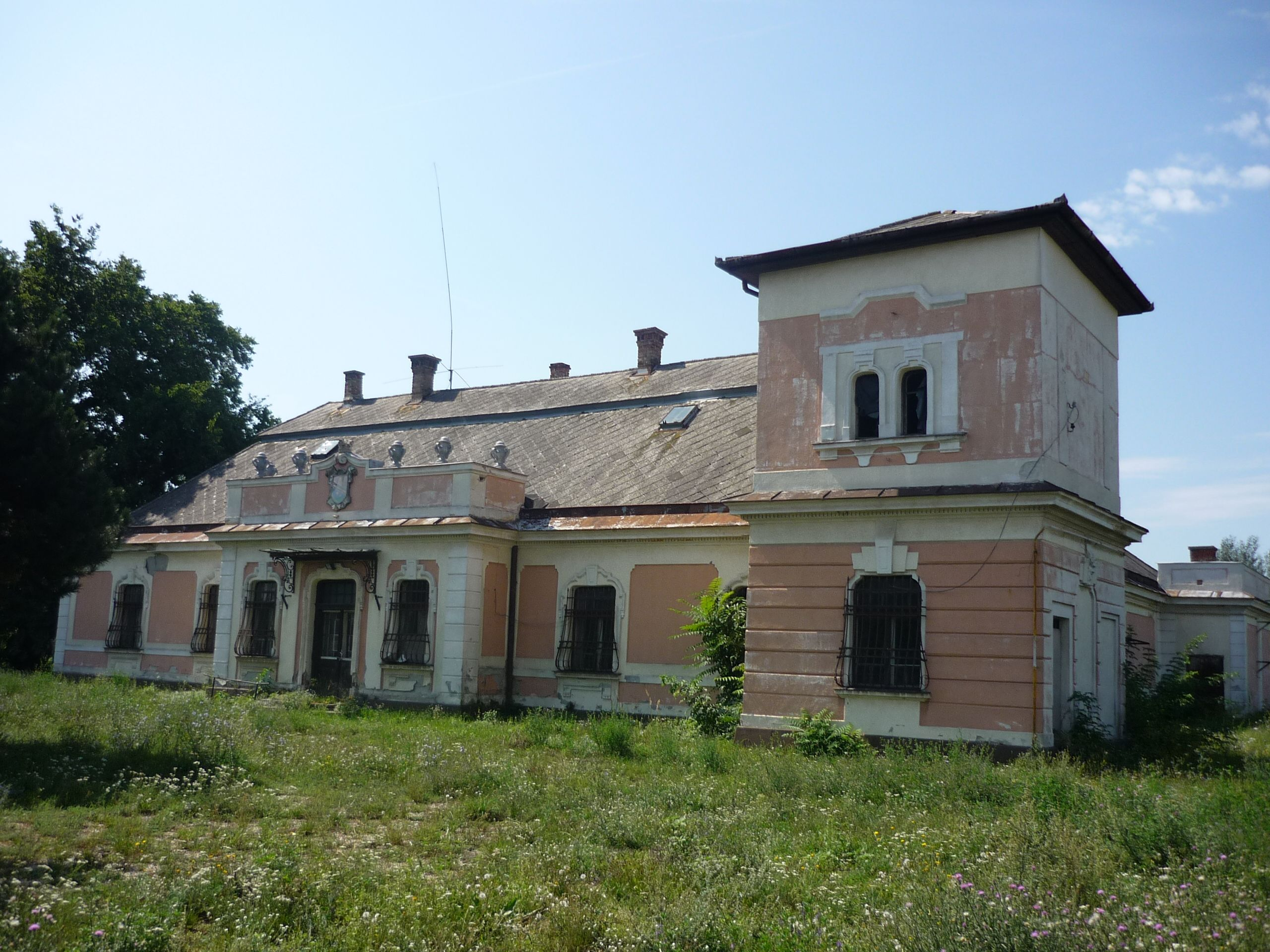
A Halász-kastély 2009-ben
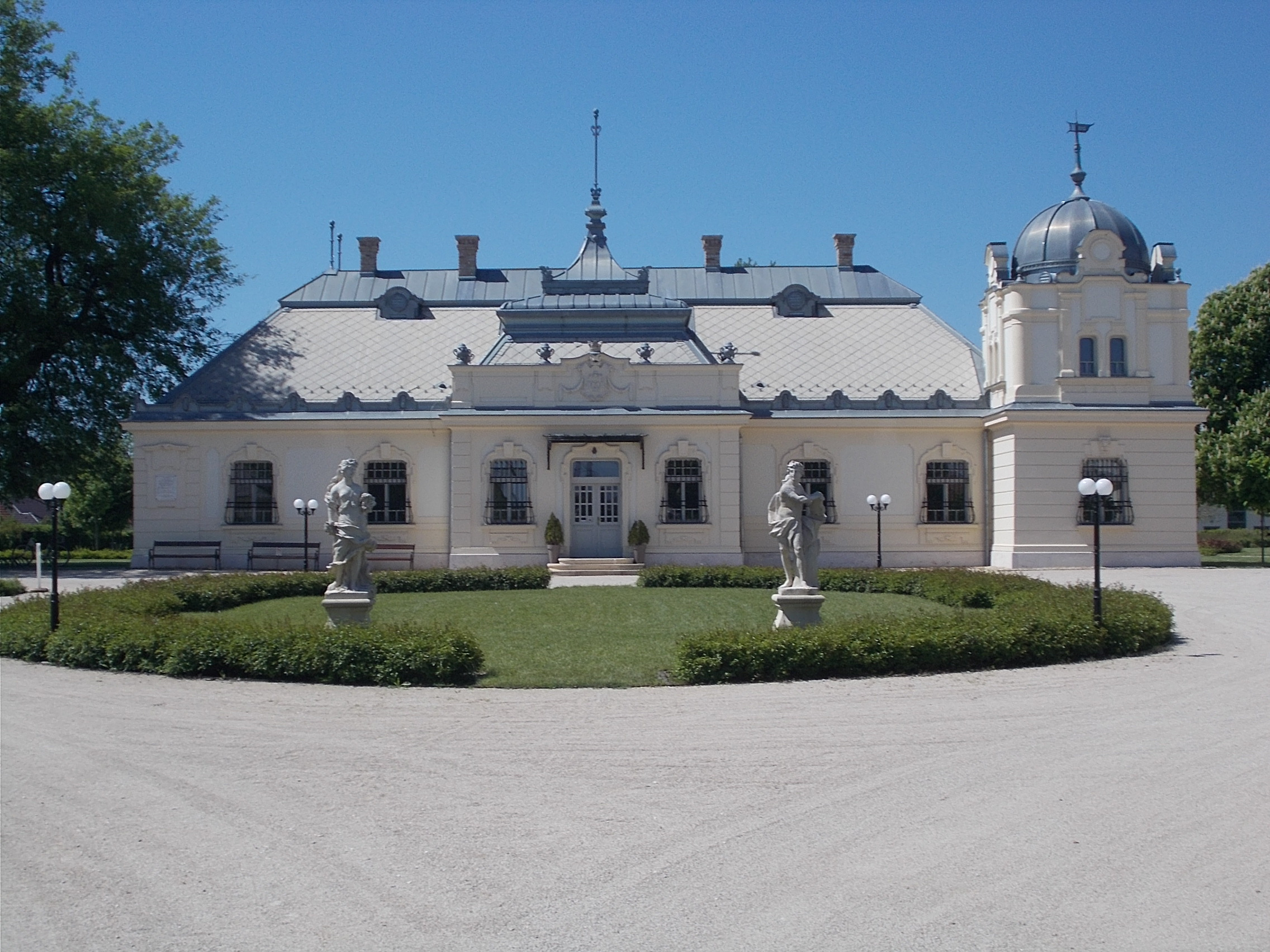
A Halász-kastély a felújítás után

## Híres emberek
- Itt született Vörösmarty Mihály (1800–1855) költő, író
- Itt született Fekete János (1817–1877) főjegyző, levéltáros, költő
- Itt született Vass Ádám (1988) válogatott labdarúgó